# Topana dentata
Topana dentata är en insektsart som beskrevs av Vignon 1930. Topana dentata ingår i släktet Topana och familjen vårtbitare. Inga underarter finns listade i Catalogue of Life.